# Henri Nolf
Henri Nolf (Kortrijk, 10 oktober 1818 – aldaar, 1 mei 1884) was burgemeester van Kortrijk.

## Verwezenlijkingen
Henri Nolf was een zoon van Léonard Jean Baptiste Nolf en Marie Thérèse Vercruysse. Hij trouwde met Prudence Vercruysse (1820-1860), met wie hij twee kinderen had, en met Pauline Goethals (1824-1901), met wie hij vijf kinderen kreeg.
Hij werd politiek actief en werd tot burgemeester verkozen in 1864. De Frans-Duitse Oorlog (1870) tijdens zijn burgemeesterschap had een zware impact op het economisch leven in Kortrijk: instabiliteit van de linnenprijzen, onderbreking van de export naar Frankrijk en Duitsland. Een ware donkere periode voor de economie van de regio. Op intern politiek vlak: de schoolstrijd tussen katholieken en liberalen. Meermalen verzette hij zich tegen opgelegde sluitingen van katholieke scholen en instituten.
Grote werken werden door hem geïnitieerd: heropbouw van de Broeltorens (een herdenksteen in dit verband midden op de brug, zuidkant) en van de torens van Sint-Maarten, verschillende nieuwe straten werden aangelegd alsook een nieuwe kerkhof, de nieuwe Sint-Janwijk en het nieuwe gerechtsgebouw. Het spoorwegstation werd vergroot.
Door hem werden een industriële school en een conservatorium ingehuldigd. Een van zijn stadsraadsleden was Hendrik Conscience.
De choleraepidemie van 1866 maakte 401 slachtoffers op 23.692 inwoners. Henri Nolf was aan de bron van een nieuw rioleringssysteem en maatregelen met betrekking tot de hygiëne, die veel te wensen overliet.
Een klein gedicht door Th. Stevens verscheen naar aanleiding van het overlijden van Nolf in Le Courrier de Courtrai: "We hebben hem begraven, die alle harten won, den edele, den brave die wel deed waar hij kon."

## Nolf en Guido Gezelle
Toen Guido Gezelle in 1872 in Kortrijk benoemd werd, was de burgemeester een van de eersten die met hem contact opnam en hem bij hem thuis uitnodigde. De reputatie van Gezelle als politiek publicist in de Brugse katholieke kranten was hem niet onbekend en hij kon er de onderpastoor toe brengen om eenzelfde rol in Kortrijk op te nemen en te schrijven voor het Kortrijks dagblad De Vrijheid. In 1873 verscheen zijn eerste bijdrage. Hij nam voortaan met scherpe artikels deel aan het politieke debat in Kortrijk onder de schuilnaam Geerke.
Ook toen de krant ophield te bestaan en er een nieuwe katholieke krant verscheen onder de naam De Gazette van Kortrijk, leverde Gezelle bijdragen en sloot hij vriendschap met de uitgever Joris Beyaert.
Burgemeester Nolf leerde hem ook andere Kortrijkse families kennen, zoals De Bethune, Verscruysse en Goethals, bij wie hij weldra een welkome gast werd.

## Eerbetoon
- In Kortrijk is in de buurt van het gerechtshof de Burgemeester Nolfstraat.
- In 1967 werden nakomelingen Nolf-Goethals (vijf mannen en vier vrouwen) in de Belgische erfelijke adel opgenomen.